# Ole Østmo
Ole Østmo (* 13. September 1866 in Elverum; † 11. September 1923 in Oslo) war ein norwegischer Sportschütze.

## Erfolge
Ole Østmo zog mit Anfang 20 nach Oslo, wo er seine ganze Karriere über für Christiania Skytterlag schoss. Bei den ersten Weltmeisterschaften im Jahr 1897 in Lyon wurde er mit dem Armeegewehr im stehenden Anschlag über 300 m Weltmeister, zudem belegte er im Dreistellungskampf im Einzel und mit der Mannschaft den zweiten Platz. Im liegenden Anschlag wurde er Dritter. Østmo nahm an den Olympischen Spielen 1900 in Paris teil und trat in fünf Disziplinen an. Im knienden Anschlag mit dem Armeegewehr über 300 m kam er nicht über den 15. Platz hinaus, im liegenden Anschlag belegte er mit 329 Punkten den dritten Rang. Im stehenden Anschlag wurde er mit 299 Punkten hinter Lars Jørgen Madsen, der 305 Punkte erzielte, Zweiter. Im Dreistellungskampf kam er auf insgesamt 917 Punkte, sodass er gemeinsam mit dem punktgleichen Paul van Asbroeck Dritter wurde. Im Mannschaftswettbewerb des Dreistellungskampfes wurde er mit der norwegischen Mannschaft Zweiter. Mit 4290 Punkten blieb man über 100 Punkte hinter den Gewinnern aus der Schweiz und zwölf Punkte vor den drittplatzierten Franzosen. Die International Shooting Sport Federation wertet den Schießwettbewerb bei den Spielen im Jahr 1900 parallel auch als Weltmeisterschaft.